# Roxelana
Roxelana, născută Alexandra Anastasia Lisowska și cunoscută sub titlul turcesc de Haseki Hürrem Sultan (în turcă hyɾˈɾem haseˈci suɫˈtaːn; n.  ? – d. 15 aprilie 1558, Constantinopol, Imperiul Otoman) a fost concubina, apoi soția sultanului Otoman, Suleiman Legiuitorul. Hürrem înseamnă în limba turcă „nostimă, veselă” și i s-a spus astfel datorită simțului umorului care o făcea irezistibilă.
A fost una dintre cele mai puternice caractere feminine a imperiului otoman, fiind cea care a influențat prezența în politică a urmașelor ei. Datorită influenței sale în politică, a apărut perioada „Sultanatului femeilor”, Hürrem Sultan fiind „fondatoarea” acestuia. Sultanatul Femeilor începe odată cu apariția în politică a Sultanei Hürrem și se termină la moartea lui Turhan Hatice Sultan, mama sultanului otoman Mehmed al IV-lea.

## Biografie
Roxelana, născută în 1500 (după unii) sau 1505-1506 (după alții), a fost fiica unui preot ortodox ucrainean din Galiția ruteană, atunci aflată în posesia Poloniei la nașterea ei. Tradiția ucraineană îi atribuie numele de Anastasia Lisowska și localitatea de naștere Rohatyn (azi Rohatîn). O legendă spune că tânăra Anastasia ar fi fost prinsă de Tătari chiar în ziua nunții sale.
Năvălirea tătarilor pentru jaf în țările creștine răsăritene vecine cu ei, era un fenomen frecvent între anii 1223 (primul) și 1718 (ultimul). Cel în care Roxelana le-a căzut pradă a avut loc în anul 1518 (după unii) sau 1520 (după alții) și captiva a fost dusă pentru început la Caffa, în Crimeea iar apoi vândută la Istanbul în anul 1518. Roxelana se găsea așadar în haremul sultanului Suleiman Legiuitorul cu doi ani înainte ca acesta să ajungă pe tron în 1520. Acolo și-a petrecut primii ani de captivitate citind și cultivându-se, devenind astfel o bună cunoscătoare a lumii noi în care intrase. Creștinele captive tinere și frumoase vândute turcilor erau luate în haremuri și trebuiau să se convertească la islam. Istoricii otomani menționează că Roxelana (Roxolana) a arătat un zel islamic deosebit. Ea chiar a construit o moschee în Istanbul. Ca o ironie, banii pentru moschee au fost adunați din taxele impuse pelerinilor creștini care vizitau locurile sfinte în Ierusalim. Taxele nu au fost impuse de Suleiman sau Roxelana, ci existau înaintea lor. Doar incidental Suleiman a impus taxe de acest gen (aplicate și moscheelor) ori de câte ori avea nevoie de bani mai mulți.
Apreciată și protejată de eunucul responsabil de harem și de către mama sultanului, Roxelana a fost prezentată acestuia. S-a străduit să-i câștige afecțiunea și a devenit în curând favorita lui. Suleiman s-a îndrăgostit de ea si a numit-o „Hŭrrem”: "nostima" pentru firea ei veselă și talentul de a spune povești. Legenda spune că în serai nu se râdea, și la începutul captivității Roxelana ar fi plătit pentru că a îndrăznit să râdă, fiind pedepsită cu biciul. Atunci ar fi jurat răzbunare și a făcut-o din plin. Roxelana nu avea înfățișarea fetelor obișnuite din harem; nu avea ochii mari și negri, nu avea buze cărnoase și nu era cochetă. "Giovane, ma non bella" (tânără, dar nu frumoasă), "mică de statură și destul de grațioasă", o descrie un ambasador venețian în 1526. Cea mai mare bogație a Roxelanei era mintea ei. Avea talentul de a-l întreține pe sultan cu felul său de a povesti, dându-i astfel, fără să pară, sfaturi. În 1533 ambasadorul venețian Navagero scria "Maiestatea sa sultanul o iubește pe Roxelana atât de mult, încât în tot imperiul otoman în nici o dinastie nu a existat femeie mai respectată ca ea. Se spune despre ea că apare ca fiind modestă și drăguță, și că știe ce este natura unui adevărat conducător de oameni." În 1554, când Roxelana avea deja 50 ani, un alt italian, Dominico Trevisano, scrie din capitala otomană: "Maiestatea sa, sultanul, este atât de îndrăgostit de ea, încât se spune că refuză să fie cu vreo altă femeie în afară de ea. Nici unul din predecesorii săi nu a făcut așa ceva, lucru neauzit la turci care au obiceiul de a avea nenumărate femei."
Câștigând titlul de „Hasseki” (concubina favorită aleasă să dea naștere prinților sultanului, a doua ca importanță în harem după sultana-mamă) i-a dăruit lui Suleiman un moștenitor, Mehmed, în 1521, apoi pe Mihrimah în anul 1522 și pe Abdüllah în 1523. Abdüllah a murit aproape 2 ani mai târziu. Roxelana îl naște pe Selim în anul 1524, apoi pe Bayazid în 1526 și se căsătorește cu Suleiman, încălcând astfel tradiția, în anul 1530. Sub acoperirea convertirii la Islam, a reușit să se emancipeze față de celelalte femei din harem. Ori conform Islamului, o femeie păcătuiește dacă are relații cu un bărbat în afara căsătoriei. Astfel Roxelana-Hŭrrem l-a refuzat pe Suleiman timp de trei zile : în final sultanul a cedat și a acceptat să facă din Hŭrrem singura soție legitimă. Hŭrrem îl naște pe Cihangir în anul 1531 și devine sultană-mamă în anul 1534. Tinerii prinți din acele vremuri nu șovăiau să înfrunte primejdii fizice, la antrenament, la vânătoare sau în război, iar igiena, chiar dacă la Greci și Turci era mult mai eficientă decât la Europenii din apus (toată lumea cunoaște băile moștenite de la bizantini, denumite în Antichitate „Therme” iar în perioada otomană „Hammam”), era totuși insuficientă, mai ales în decursul campaniilor războinice. Astfel, Hŭrrem pierde încă doi băieți : Mehmet moare la vârsta de 22 de ani, în anul 1543, când Hŭrrem avea 37 de ani, iar Cihangir moare la vârsta de 22 de ani, când Hürrem avea 47 de ani.
În 1541, un incendiu a distrus vechiul palat și tot haremul a fost mutat din palatul vechi la Topkapî, unde ea s-a aflat în imediata apropiere de sultan (istoria spune că mutarea se face la cererea Roxelanei) și astfel începe 'Sultanatul femeilor. Hŭrrem avea o suita de peste 100 de persoane, 90 fiind numai servitoarele și roabele ei. Deținea o gardă de eunuci, printre care un bucătar și furnizor de merinde de preț, un croitor și furnizor de textile fine. Haremul era acum aproape de Curte (Divan), locul guvernării. Hŭrrem devenise sfatnica de încredere al lui Suleiman și se pare că avea o mare influență în politica externă. Două scrisori ale sale către regele Poloniei, Sigismund al II-lea August, s-au păstrat. Pe timpul vieții ei, Imperiul Otoman a păstrat relații pașnice cu acel stat. Ambasadorii statelor europene i se adresau Roxelanei și îi trimiteau cadouri. Unii istorici afirmă că ea a intervenit pe lângă soțul său pentru a reglementa traficul de sclavi al tătarilor din Crimeea dinspre țara ei natală, Moldova și Caucaz.
Pe lângă politică, Roxelana s-a ocupat și de alte acțiuni, de la Mecca la Ierusalim, inspirându-se după modelul fundațiilor caritabile create de Zubaida, soția califului Harun al-Rashid. Printre primele ei fundații se află o moschee, două școli coranice, o fântână și un spital pentru femei, alături de piața de sclave din Constantinopol. Ea a construit o baie, Haseki Hŭrrem-Sultan Hamami, pentru a servi comunitatea credincioșilor din cartierul bazilicii Sfânta Sofia. În Ierusalim a întemeiat în 1552 Hasseki-Sultan Imaret, o bucătărie care distribuia mâncare săracilor și nevoiașilor.
Prima cadînă, Gülbehar, era firavă și, deși îi fusese amantă cam 10-11 ani și era mama primului născut, Mustafa, nu reușise să îl zăpăcească așa pe sultan. în final, Hŭrrem îi răpește nu numai statutul de primă-cadână a sultanului, ci chiar dreptul de a rămâne în harem, Gülbehar fiind exilată (fără însă să i se retragă averea și privilegiile). Prin intrigă, Hŭrrem care avea mulți "aliați" și "obligați" (cei mai mulți ajutând-o pentru că ea știa foarte multe despre ei) obținea aproape tot ce dorea. Ea știa să găsească și să exploateze slăbiciunile oricui (și în cazul Sultanului, a dat roade). Ca să-și ocrotească fiii de soarta multor eventuali pretendenți la tron (anume uciderea de către primul născut al sultanului) Hŭrrem i-a creat lui Mustafa o reputație de trădator, deși era un excelent conducator, iubit de ieniceri. Astfel, Suleiman l-a ucis. 
Mult timp a circulat legenda că Roxelana l-ar fi vrăjit pe sultan prin descântece și poțiuni. În 1554 ambasadorul Austriei, Busbeck, scria că existau în capitală femei care îi duceau sultanei Hŭrrem cranii de hienă, considerate pe atunci ca un puternic afrodisiac. "Dar nici una din ele nu a acceptat să-mi vândă mie oasele, spunând că sunt destinate exclusiv sultanei Hŭrrem care îl ține astfel atașat de dânsa pe sultan, prin poțiuni de iubire și alte incantații magice." Se spunea prin tot poporul că sultanul era atât de ascultător de soția sa, numai mulțumită băuturilor ei vrăjite. Populația a crezut-o pe ea și în spatele uciderii lui Ibrahim.
Sultanul i-a permis soției sale să rămână cu el la curte pentru tot restul vieții ei. Roxelana a murit cu 8 ani înaintea soțului său.